# The Tumbleweeds
The Tumbleweeds was een Nederlandse country & western-formatie die haar voornaamste successen behaalde in het midden van de jaren 70. Het album Tumbleweeds dat in 1974 verscheen werd platina in 1975. In dat jaar werd ook hun versie van Somewhere Between (origineel van Merle Haggard) een nummer 2-hit. 

## Geschiedenis
The Tumbleweeds werd opgericht in 1967 door de Kaatsheuvelse broers Ad en Ton Masseurs, aangevuld met Dick van Krimpen, James Bordes en Laura Bordes. Later voegden hun broer Berry en hun zus Ine zich bij de band. In 1973 was de band de eerste Europese countryband die achter het IJzeren Gordijn speelde tijdens een twee weken durende tournee door Roemenië.
In Roemenië werd de elpee Tumbleweeds Favourites in de volgende bezetting opgenomen:
- Ine Masseurs: zang en percussie
- James Bordes: zang en twaalfsnarige gitaar
- Ad Masseurs: drums
- John Koogje: bas
- Ton Masseurs: solo en pedal-steelgitaar, piano, dobro en vijfsnarige banjo

Productie: Frans de Kok en Danny Schuwer.
In 1975 werd de bassist John Koogje opgevolgd door Mickey de Boer en met de volgende bezetting werd het album Tumbleweeds opgenomen:
- Ine Masseurs: zang
- Ruud Hermans: zang
- Ad Masseurs: drums
- Mickey De Boer: bas
- Berry Masseurs: slaggitaar
- Ton Masseurs: solo en pedalsteelgitaar

Ton Masseurs nam ook de productie op zich.
In 1974 en 1975 toerde de groep twee keer door de Verenigde Staten. Ze trad op in de Grand Ole Opry, de Carnegie Hall van de countrymuziek. De band stond op de nominatielijst van de Country Music Awards (voor beste groep, beste instrumentalisten en beste zangeres). De tour werd warm onthaald, maar een grote doorbraak bleef uit. 
In 1977 kreeg drummer Ad Masseurs een ernstig auto-ongeluk onderweg van een optreden uit Nunspeet. Hierna besloot Ruud Hermans de band te verlaten om met zijn eigen band een meer pop-rock georiënteerde countryband te beginnen. Hierna ging het langzaam bergafwaarts met de populariteit van de band. In 1980 besloot zangeres Ine Masseurs zich te richten op haar familieleven en verliet ze de band. Na nog wat pogingen tot een top 10-hit werd de groep in 1982 opgeheven.

## Discografie
- Homework
- New Trail
- Sweet Memories
- Tumbleweeds
- Tumbleweeds favourites
- The Best Of The Tumbleweeds (compilatie)

## NPO Radio 2 Top 2000
| Nummer met noteringen in de NPO Radio 2 Top 2000 | '01  | '02  | '03  | '04  | '05  | '06  | '07  | '08  |
| ------------------------------------------------ | ---- | ---- | ---- | ---- | ---- | ---- | ---- | ---- |
| Somewhere Between                                | 1300 | 1289 | 1617 | 1447 | 1590 | 1434 | 1255 | 1417 |

1. ↑  Een vetgedrukt getal geeft de hoogste notering aan.
2. ↑  2001 was het eerste jaar met een notering voor dit nummer.
3. ↑  Deze tabel is bijgewerkt tot en met de laatste editie (2024).

## Overige bandleden
The Tumbleweeds kende nogal wat wisselingen.
- Dick van Krimpen - dobro, steelgitaar
- James Bordes - gitaar, zang
- Laura Bordes - zang, gitaar
- Ad de Peffer - gitaar, zang
- Arie de Voght - gitaar
- Diana van Dalm - zang
- Ed Jongerden - gitaar, zang
- Frank Dieters - drums
- Gijs Lemmen - basgitaar
- Henk van den Heuvel - gitaar, zang
- John Koogje - basgitaar